# Lha Balpo
Lha ( em tibetano: ལྷ , Wylie: lha) foi um imperador tibetano que governou brevemente em 704-705. As circunstâncias de seu reinado não são muito claras, e ele não é contado na maioria das listagens oficiais de governantes.

## Vida
Lha foi um dos filhos do imperador Tridu Songtsen, que morreu repentinamente em 704. O Velho Livro dos Tang afirma que os vassalos do sul do império se revoltaram e durante a reação militar imperial, Tridu Songtsen foi morto. Em meio as disputas por sua sucessão seu filho Lha, de sete anos, foi entronizado. 
Já Anais tibetanos mencionam brevemente que um irmão mais velho de Tride Tsuktsen foi deposto em 705.  Não há informações sobre as circunstâncias de sua breve entronização, ou as causas de sua desgraça. Possivelmente teve algo a ver com os distúrbios nas províncias do sul do império que ocorriam neste momento. Com base nesses materiais, o historiador Christopher Beckwith argumenta que Tride Tsuktsen não sucedeu seu pai imediatamente. Em vez disso, o trono foi brevemente mantido por Lha, que também era possivelmente chamada Lha Balpho. Depois de pouco tempo, sua poderosa avó, a imperatriz Viúva Thrimalö, destronou-o e colocou em seu lugar Tsuktsen no trono. 
Lha aparentemente não foi morto. Foi sugerido que ele foi a pessoa que realmente recebeu a Princesa Tang Jincheng como sua noiva em 710, embora isso não esteja muito claro. A princesa é geralmente considerada como a consorte de Tride Tsuktsen. 